# Skinheads Against Racial Prejudice

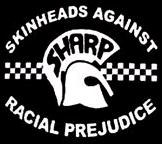
Emblema de los SHARP, basado en el logotipo de una discográfica de Jamaica.

Skinheads Against Racial Prejudice ("Skinheads contra los Prejuicios Raciales"), cuyo acrónimo, SHARP, es también un término inglés que significa "agudo" o "afilado", es una agrupación de skinheads fundada en 1987 en Nueva York, que nació con el fin de erradicar la imagen nacional-socialista del movimiento. 
Desde el principio de su fundación, los SHARP se declararon como una agrupación skinhead sin ningún tipo de orientación política, ya que no veían la política como parte del verdadero skinhead, era una organización apartidista y antirracista, aunque en la actualidad, una minoría de los SHARP, se han podido identificar con el anarquismo.[cita requerida]
En Europa fue introducida por Roddy Moreno, cantante del grupo musical de Oi!, The Opressed. Roddy no introdujo fielmente los valores del SHARP, introduce un "SHARP" muy politizado, que albergaba a cualquier cabeza rapada antirracista y antifascista sin distinción alguna respecto a su ideología. El logo SHARP es un casco troyano, en alusión a la empresa discográfica Trojan Records, especializada en reggae, rocksteady y ska.
Con el paso de los años, SHARP fue creciendo a nivel internacional hasta hoy en día, creándose secciones nacionales y regionales por todo el mundo. Países como Francia, España, Alemania, Colombia, Costa Rica, Chile o los Estados Unidos son algunos buenos ejemplos donde el SHARP sigue las mismas premisas de antirracismo.